# Domenico Stinellis
Domenico Stinellis (Roma, 16 gennaio 1963) è un giornalista italiano, caporedattore presso la sede italiana di The Associated Press. È membro dell'Associazione della Stampa Estera in Italia. Dal 2013 fa parte della giuria del Globo d'oro, il riconoscimento cinematografico che l'Associazione della Stampa Estera in Italia assegna ogni anno ai migliori film italiani..

## Biografia
Nel 1979 partecipa al workshop Colore e Luce tenuto dal fotografo Ernst Haas durante la Biennale di Venezia nell'ambito della rassegna Venezia 79 - La Fotografia.  Si dedica alla professione fotogiornalistica ancor prima di conseguire la laurea in filosofia per la quale discuterà la tesi 'Libertà dell'Io e condizioni materiali di esistenza nel pensiero di J.P.Sartre'.
Dal 1982 inizia come freelance a viaggiare in Europa e sud America, dove realizzerà, tra gli altri, servizi sulla campagna elettorale di Margaret Thatcher (1983), sulla Chiesa Cattolica a Cuba (1985), sulle periferie di Rio de Janeiro (1986), sulla campagna elettorale di Saul Menem a Rosario e sui luoghi del tango a Buenos Aires (1986). Nel 1989 inizia a lavorare come corrispondente fotografico dall'Italia per l'agenzia Reuters.
Per la Reuters copre il primo viaggio in Italia di Mihail Gorbachev (1989), l'eruzione dell'Etna e nello stesso anno l'attentato al giudice Paolo Borsellino (1992), i mondiali di calcio Italia 90, oltre che diversi viaggi apostolici di Giovanni Paolo II in Italia e all'estero. Nel febbraio del 1992, sempre per la Reuters, realizza un servizio in esclusiva mondiale sulla visita della principessa Diana d'Inghilterra alla casa generalizia delle Sorelle della Carita' a Roma, dove viene ricevuta da Madre Teresa di Calcutta.
Nel corso degli anni '90 all'attività giornalistica affianca quella di fotografo pubblicitario, e di stampa fotografica a colori e in bw fine-art. Sempre in questi anni esegue per conto di alcune aziende italiane anche servizi di fotografia industriale in Europa.
Nel 1991 realizza dal fronte croato un reportage sulla guerra in Jugoslavia documentando la caduta di Bjelovar.
Nel 1994, in occasione del primo viaggio in Italia del presidente americano Bill Clinton, viene chiamato a lavorare presso la sede romana dell'agenzia di stampa statunitense The Associated Press (AP).
Nel settembre del 1998 ottiene il visto d'ingresso in Libia per seguire le reazioni alla proposta delle Nazioni Unite di cancellare le sanzioni contro la Libia in cambio della consegna dei due sospettati dell'attentato di Lockerbie. Si rechera' ancora in nord Africa, principalmente in Libia e Tunisia, in diverse occasioni.
A partire dal 1999 realizza diversi reportage dalla Mostra Internazionale del Cinema di Venezia per i quali nel 2004 gli verra' assegnata la prima edizione del premio Venice Movie Star per un ritratto dell'attore Al Pacino.
Per l'AP ha seguito papa Giovanni Paolo II in Italia e in vari paesi, incluso lo storico, primo viaggio di un pontefice nella Cuba di Fidel Castro nel gennaio del 1998. Successivamente documentera' gli ultimi giorni di Karol Woitjla e l'elezione di Benedetto XVI nel 2005. Nel 2013 segue la rinuncia al pontificato di Benedetto XVI e l'elezione al soglio pontificio di Jorge Bergoglio che sarà papa Francesco. Di papa Francesco seguira' il primo viaggio apostolico in Brasile in occasione della Giornata Mondiale della Gioventu' del 2013.
Nel Maggio 2009 Rai Storia dedica uno dei dieci episodi della serie sulla fotografia contemporanea 'Photosound', del regista Geri Morellini, al suo lavoro su Giovanni Paolo II.  Nel 2012 coordina la copertura fotografica del disastro della Costa Concordia naufragata il 13 gennaio 2012 sull'Isola del Giglio. L'AP trasmette immagini del disastro oltre sei ore prima di ogni altra agenzia di stampa e ottiene immagini esclusive dei passeggeri che abbandonano la nave.
Nel 2014 viene invitato dalla Scuola di Giornalismo dell'Universita' del Minnesota a una tavola rotonda sui temi dell'immigrazione da cui nascera' uno studio, pubblicato nello stesso anno da Routledge, al quale contribuisce con un capitolo di analisi della copertura mediatica dei flussi migratori verso l'Italia negli ultimi decenni.
Nel corso di oltre 35 anni di professione fotogiornalistica ha fotografato diversi sport come il calcio (durante 4 campionati del mondo - Italia, Francia, Giappone, Germania, e un campionato europeo in Portogallo), il tennis, il nuoto, lo sci, l'atletica, la scherma, il pugilato, la vela, la pallacanestro, il ciclismo, l'ippica, la pallamano, la pallavolo, oltre che due Olimpiadi (Torino 2006, Pechino 2008). In occasione dei mondiali di nuoto di Roma (2009) si specializza nella tecnica di ripresa subacquea delle gare di nuoto e tuffi. Tecnica che utilizzerà ancora per la copertura degli europei di nuoto di Budapest nell'agosto del 2010 e durante i XIX Giochi del Commonwealth a New Delhi nell'ottobre dello stesso anno.
Nel maggio del 2017 coordina la copertura fotografica della Associated Press del vertice G7 a Taormina.

## Opere
- (EN) Domenico Stinellis, Shooting Immigration for the World: International Photojournalism at Italy’s Borders, in Vicki L. Birchfield e Giovanna Dell'Orto (a cura di), Reporting at the Southern Borders, Journalism and Public Debates on Immigration in the US and the EU, Routledge, 2014, ISBN 9780415709910.

## Riconoscimenti
- 2004 Venice Movie Star Photography Award, categoria ritratto.